# Teòfano d'Atenes
Teòfano d'Atenes, en grec antic Θεοφανώ, morta després de l'any 811, va ser una emperadriu casada amb l'Emperador romà d'Orient Estauraci, fill de Nicèfor I. Segons les cròniques de Teòfanes el Confessor, era parenta d'Irene d'Atenes, emperadriu del 797 al 802. Les dues dones havien nascut a Atenes, però no se sap el seu grau de parentiu.
El 20 de desembre del 807, Teòfano es va casar amb Estauraci, segons diu la Crònica de Teòfanes. Estauraci era l'únic fill de Nicèfor i va co-dirigir l'imperi amb el seu pare des de l'any 803. Abans del matrimoni amb Estauraci, sembla que Teòfano estava compromesa amb un altre home, però va ser seleccionada per participar en un concurs de donzelles per triar la futura esposa d'Estauraci, i probablement va ser escollida per donar legitimitat a la Dinastia Fòcida emparentant-la amb un membre de l'anterior Dinastia isàurica, com a familiar d'Irene d'Atenes.
Sembla que el seu sogre Nicèfor I ja era vidu quan Teòfano es va casar i, per tant, va ser l'única emperadriu Augusta en aquell regnat.
El 26 de juliol del 811, Nicèfor I va ser mor en un combat contra Krum de Bulgària a la batalla de Pliska. Bona part de l'exèrcit romà d'Orient va ser destruïda en la que es considera una de les pitjors derrotes de la història romana d'Orient. Estauraci va ser un dels pocs supervivents, i va succeir el seu pare al tron.
Estauraci no va escapar il·lès de la batalla. Un cop d'espasa rebut a prop del coll el va deixar paralitzat. Els membres de la Guàrdia Imperial van aconseguir traslladar-lo a Adrianòpolis, però no es va recuperar completament de les seves ferides. De forma urgent es va plantejar la successió d'Estauraci, i van aparèixer dues posicions, una al costat de l'emperadriu Teòfano, esposa de l'emperador, que volia succeir el seu marit. L'altra facció defensava la germana d'Estauraci, Procòpia, que volia el tron per al seu marit Miquel I Rangabé.
Estauraci volia triar la seva esposa Teòfano com a successora, però sembla que la possibilitat de veure regnar una nova emperadriu tant poc temps després d'Irene d'Atenes, no agradava a la noblesa, que va donar suport a Procòpia i a Miquel I. També hi devia influir la guerra permanent amb els búlgars i les negociacions amb Carlemany sobre els límits de l'Imperi. Estauraci va ser convençut i va nomenar Miquel com al seu successor, renunciant a l'imperi el 2 d'octubre de l'any 811. Estauraci i Teòfano es van retirar per fer vida monàstica. Teòfanes el Confessor diu que Teòfano va fundar el seu propi monestir, que curiosament s'anomenava "Ta Hebraika" que en grec es refereix als hebreus o jueus. Constantí VII, diu al segle x que Teòfano i Estauraci van compartir sepultura al monestir de la Santíssima Trinitat a Constantinoble.